# Łyżwiarstwo szybkie na Zimowych Igrzyskach Olimpijskich 2014 – 10 000 m mężczyzn
Bieg na 10 000 metrów mężczyzn na Zimowych Igrzyskach Olimpijskich 2014 odbył się 18 lutego w hali Adler-Ariena w Soczi.

## Terminarz
| Data      | Konkurencja | Godzina rozpoczęcia | Godzina rozpoczęcia |
| Data      | Konkurencja | Czas CET            | Czas lokalny        |
| --------- | ----------- | ------------------- | ------------------- |
| 18 lutego | Finał       | 14:00               | 17:00               |

## Rekordy
Rekordy obowiązujące przed rozpoczęciem igrzysk.
| Rekord            | Zawodnik       | Czas     | Miejsce        | Data           |
| ----------------- | -------------- | -------- | -------------- | -------------- |
| Rekord świata     | Sven Kramer    | 12:41,69 | Salt Lake City | 10 marca 2007  |
| Rekord olimpijski | Lee Seung-hoon | 12:58,55 | Vancouver      | 23 lutego 2010 |

## Wyniki
| Miejsce | Numer pary | Tor | Zawodnik               | Reprezentacja     | Czas     | Strata   | Uwagi |
| ------- | ---------- | --- | ---------------------- | ----------------- | -------- | -------- | ----- |
| 1.      | 6          | O   | Jorrit Bergsma         | Holandia          | 12:44,45 | —        | OR    |
| 2.      | 7          | O   | Sven Kramer            | Holandia          | 12:49,02 | +4,57    |       |
| 3.      | 5          | I   | Bob de Jong            | Holandia          | 13:07,19 | +22,74   |       |
| 4.      | 7          | I   | Lee Seung-hoon         | Korea Południowa  | 13:11,68 | +27,23   |       |
| 5.      | 6          | I   | Bart Swings            | Belgia            | 13:13,99 | +29,54   |       |
| 6.      | 4          | O   | Patrick Beckert        | Niemcy            | 13:14,26 | +29,81   |       |
| 7.      | 2          | O   | Shane Dobbin           | Nowa Zelandia     | 13:16,42 | +31,97   |       |
| 8.      | 2          | I   | Moritz Geisreiter      | Niemcy            | 13:20,26 | +35,81   |       |
| 9.      | 3          | I   | Jewgienij Sieriajew    | Rosja             | 13:28,61 | +44,16   |       |
| 10.     | 3          | O   | Emery Lehman           | Stany Zjednoczone | 13:28,67 | +44,22   |       |
| 11.     | 1          | O   | Patrick Meek           | Stany Zjednoczone | 13:28,72 | +44,27   |       |
| 12.     | 4          | I   | Dmitrij Babienko       | Kazachstan        | 13:33,18 | +48,73   |       |
| 13.     | 5          | O   | Alexej Baumgärtner     | Niemcy            | 13:44,39 | +59,94   |       |
| 14.     | 1          | I   | Sebastian Druszkiewicz | Polska            | 13:45,31 | +1:00,86 |       |